# Transplante de coração

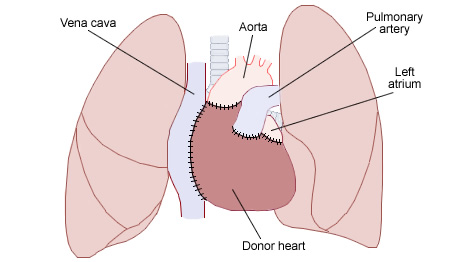
(Diagrama ilustrado a localização do coração doado em um procedimento ortotópico.

Transplante de coração ou transplante cardíaco é um procedimento cirúrgico no qual um coração é transplantado para outra pessoa.
É a modalidade terapêutica mais eficaz para prolongar, significativamente, a vida de pessoas com doenças cardíacas em fase terminal.
O primeiro transplante de coração foi realizado pelo Dr. Christiaan Barnard, um cirurgião sul-africano, em 3 de dezembro de 1967. Com uma equipe de 20 cirurgiões, substituiu o coração de Louis Washkansky, pelo de uma vítima de acidente. O paciente morreu 18 dias depois de uma infecção pulmonar.
Quando ainda há poucas décadas a transplantação do coração era impensável, agora é uma realidade. Cerca de 95 % dos receptores de transplantes de coração conseguem efetuar exercícios físicos e levar a cabo as suas actividades diárias substancialmente melhor do que antes do transplante. Mais de 70 % dos receptores de corações transplantados volta a trabalhar.
O transplante de coração está reservado para as pessoas afetadas pelas doenças cardíacas mais graves, que não podem ser tratadas com fármacos nem outras formas de cirurgia. Pelo menos metade dos transplantes cardíacos são efectuados por cardiomiopatia dilatada, e a maioria dos restantes por doença cardíaca terminal, provocada por patologia alargada da artéria coronária. Em alguns centros médicos existem máquinas cardíacas mecânicas que podem manter com vida os doentes durante semanas ou meses até se encontrar um doador apropriado. No entanto, muitos destes pacientes morrem enquanto esperam. Apesar dos resultados positivos do transplante cardíaco, continua a ser problemática a existência de dadores.
As pessoas com transplantes de coração necessitam de fármacos imunossupressores depois da intervenção cirúrgica. A rejeição do coração costuma provocar febre, debilidade e um batimento cardíaco acelerado ou outro tipo de anomalia. O mau funcionamento do coração resulta numa baixa da tensão arterial, inchaço (edema) e acumulação de líquido nos pulmões. Uma rejeição ligeira pode não causar nenhum sintoma, mas um eletrocardiograma (ECG) mostrará as alterações que se tenham verificado. Se os médicos suspeitam de que se está a produzir uma rejeição, em regra efetuam uma biopsia. Neste procedimento, um cateter com uma lâmina minúscula na sua extremidade é introduzido numa veia do pescoço e chega ao coração, onde retira uma pequena amostra do tecido cardíaco. Em seguida, esse tecido é examinado ao microscópio. Se os médicos encontram evidência de uma rejeição, modificam a dose dos medicamentos imunossupressores.
As infecções causam quase metade das mortes verificadas após uma transplantação de coração. Outra complicação é a arteriosclerose (artérias obstruídas), que se verifica nas artérias coronárias em aproximadamente um quarto dos receptores de transplantes de coração.
O recorde de tempo de vida com um transplante de coração é 37 anos.

## Xenotransplante
Em 10 de Janeiro de 2022, o americano David Bennet de 57 anos, foi a primeira pessoa a receber um Xenotransplante de um coração de porco geneticamente modificado no hospital de Maryland. Morreu em 8 de Março do mesmo ano.

## Em Portugal
Em Portugal o primeiro transplante cardíaco foi feito no Hospital de Santa Cruz, em Lisboa no dia 18 de fevereiro de 1986 por uma equipa do cirurgião Queiroz e Melo.

## No Brasil
No Brasil, O doutor Euryclides de Jesus Zerbini foi o primeiro médico a realizar um transplante do coração, em 26 de Maio de 1968, no Hospital das Clínicas, em São Paulo, sendo o primeiro da América Latina e o quinto do mundo.